# Kurt Messmer
Kurt Messmer (* 12. März 1946 in Emmen; † 7. März 2025) war ein Schweizer Historiker und Hochschullehrer, der sich vor allem mit der Vermittlung von Geschichte befasste.

## Werdegang
Er besuchte das Lehrerseminar Hitzkirch LU und war Primarlehrer von 1966 bis 1968. Es folgte ein Studium der Geschichte und Germanistik an der Universität Zürich von 1968 bis 1974 und ein Doktorat.
1975/76 war er Stadtarchivar von Sursee, von 1976 bis 2005 erteilte er Unterricht zunächst auf der Sekundarstufe I, dann am Kantonalen Lehrerseminar Luzern und an der Kantonsschule Musegg Luzern. Daneben war er von 1978 bis 2011 als Fachberater Geschichte und Politik des Kantons Luzern tätig. In der Lehrerausbildung engagierte er sich am Kantonalen Lehrerinnen- und Lehrerseminar Luzern 1982–2005, an der Zentralschweizerischen Reallehrerbildung 1983–1995, als Geschichtsdidaktiker an der Sekundar- und Gymnasiallehrer-Ausbildung der Universität Freiburg (Schweiz) 1995–2011 und als Fachleiter Geschichte an der Pädagogischen Hochschule Luzern 2003–2011.
Er war Mitglied der Denkmalkommission des Kantons Luzern von 1995 bis 2018.
Von 2011 bis zu seinem Tod am 7. März 2025 war er freischaffender Historiker. Ab 2017 bis zu seinem Tod publizierte er über 50 Artikel auf dem Blog des Schweizerischen Nationalmuseums.

## Arbeitsschwerpunkte
- Bilder, Sachquellen, Denkmäler: Analyse, Deutung, Kontextualisierung, Rezeption
- Historische Bildung: Fragen an die Geschichte, Aktivierung, individuelle Förderung, Geschichte weiterdenken
- Publikationen und Vorträge: ältere und jüngere Schweizer Geschichte, Geschichtsbewusstsein und Erinnerungskultur
- Geschichtsvermittlung im öffentlichen Raum und im Museum: Führungen, Konzepte, Weiterbildungen

## Arbeiten (Auswahl)

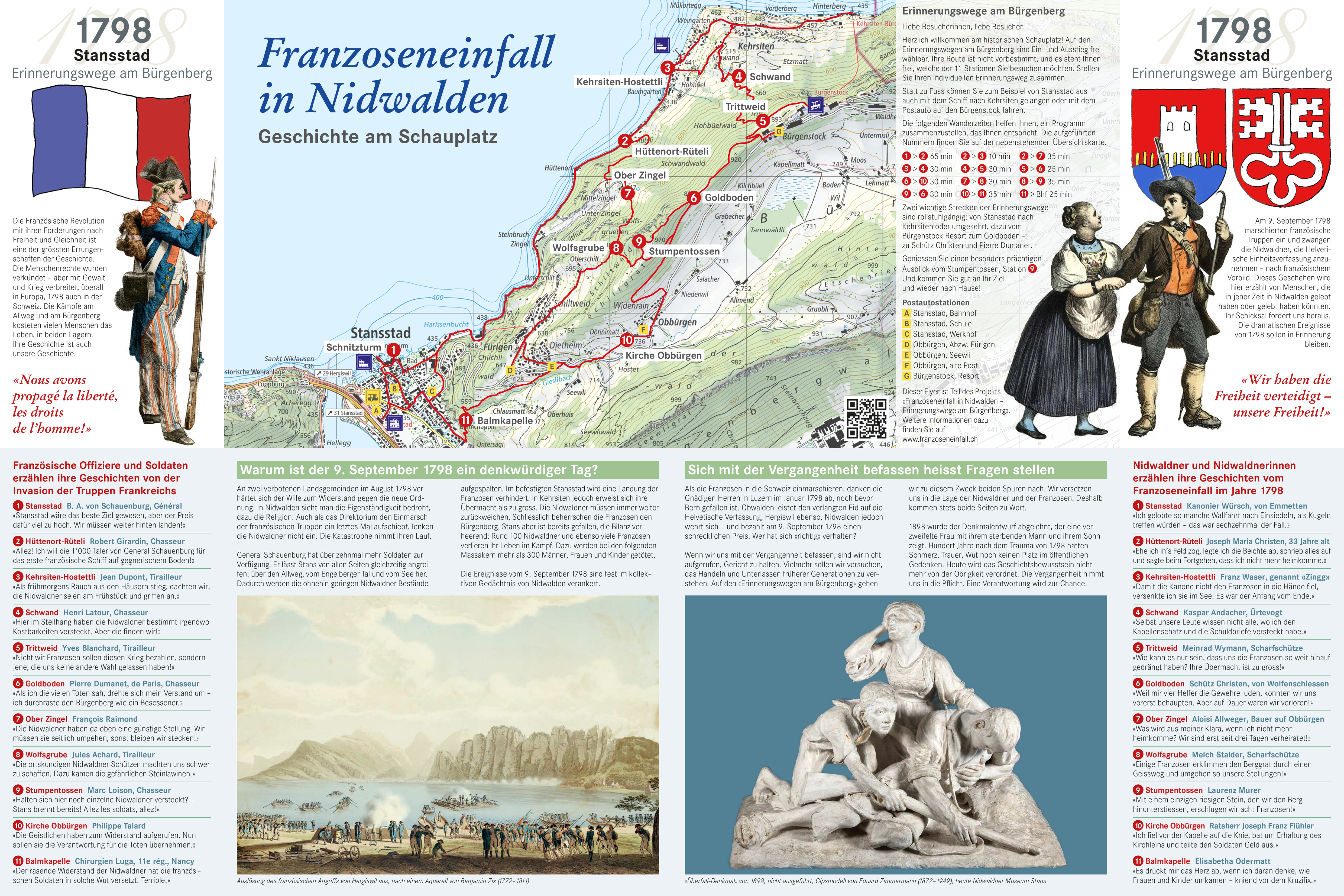
Flyer zum Projekt «Franzoseneinfall in Nidwalden 1798. Geschichte am Schauplatz. Erinnerungswege am Bürgenberg» (2020), Vorderseite

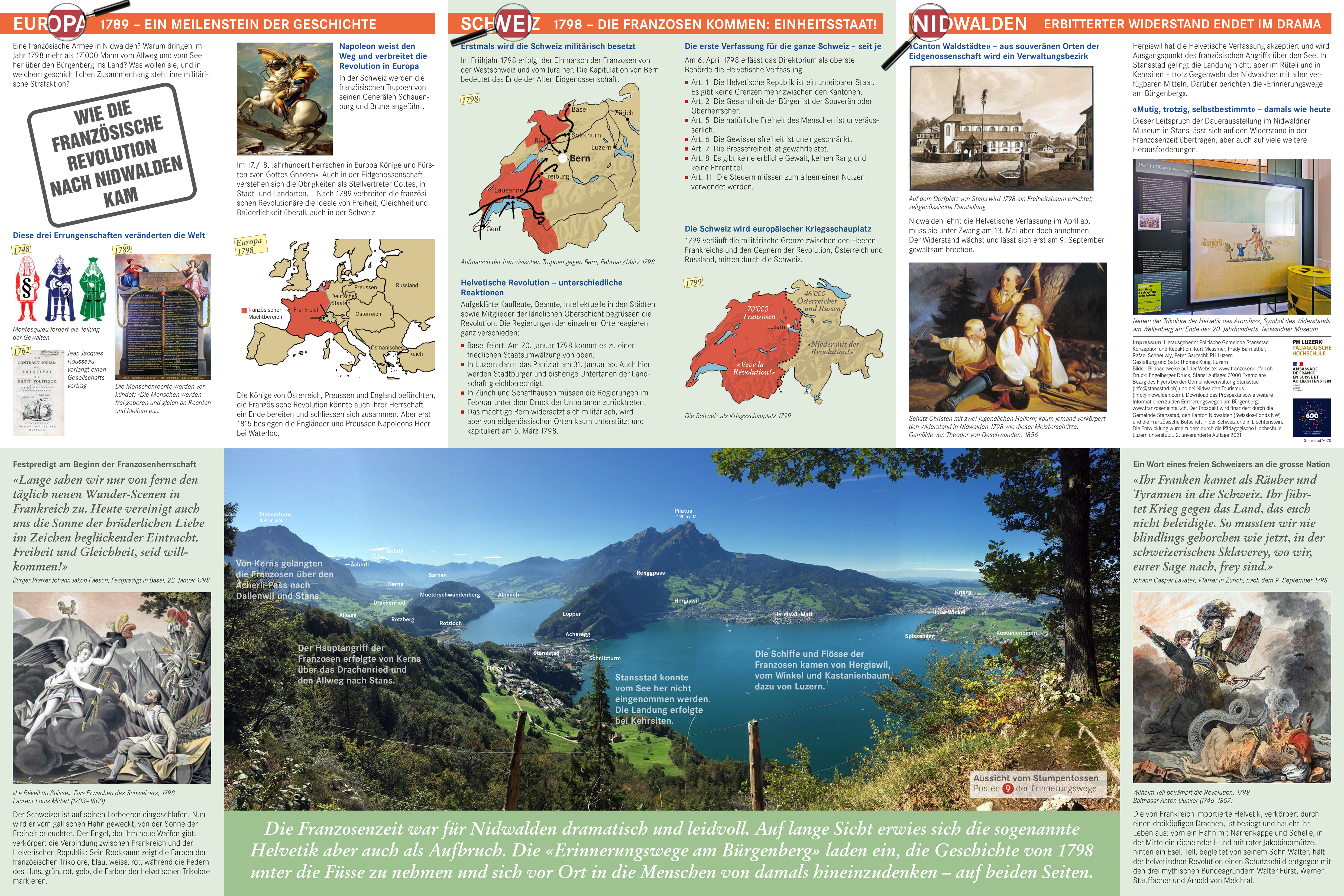
Flyer zum Projekt «Franzoseneinfall in Nidwalden 1798. Geschichte am Schauplatz. Erinnerungswege am Bürgenberg» (2020), Rückseite

- Schweizerisches Nationalmuseum, Blog, Schwerpunkte: Geschichte der Schweiz und Kulturgeschichte. SNM Zürich, seit 2017, 54 Beiträge.
- Mitarbeit an Museumsprojekten in Sempach,[4] Stans,[5] Sachseln[6] und an kulturhistorischen Projekten in Emmen,[7] Beromünster,[8] Luzern,[9][10][11][12] Stansstad,[13] Kirchbühl.[14]
- Die Kunst des Möglichen. Zur Geschichte der Eidgenossenschaft im 15. Jahrhundert. Plädoyer für einen Blickwechsel. Im historischen Steinbruch. Die Geschichte der Geschichte. Hier und Jetzt, Baden 2018, ISBN 978-3-03919-449-0.
- mit Peter Gautschi: Zweierlei Freiheiten. Eine historische Revue zum Franzoseneinfall in Nidwalden 1798. Weber Verlag, Thun/Gwatt 2023, ISBN 978-3-905927-73-3.
- Kohärenz, Reflexivität und Teilnehmerzentrierung – Plädoyer für drei Paradigmen mit Blick auf den historischen Lernort Nürnberg. In: Erhalten! Wozu? Perspektiven für Zeppelintribüne, Zeppelinfeld und das ehemalige Reichsparteitagsgelände. Aufsatzband zur gleichnamigen Tagung am 17./18. Oktober 2015 in Nürnberg, Hrsg.: Stadt Nürnberg. Nürnberg 2017, ISBN 978-3-9817369-1-5, S. 122–145.
- «Gwüss ist der Tod, ungwüss sein Zeit». Der Totentanz in der Zentralschweiz. Historisches Lernen am Schauplatz. Hrsg.: Denkmalpflege und Archäologie des Kantons Luzern und Pädagogische Hochschule Luzern. Luzern 2014 (PDF; 3,6 MB).
- Fachdidaktik Geschichte: Professionelle Begabtenförderung. In: International Panel of Experts for Gifted Education IPEGE. Professionelle Begabtenförderung. Eigenverlag Österreichisches Zentrum für Begabtenförderung und Begabungsforschung ÖZBF, Salzburg 2014, ISBN 978-3-9503401-6-7, S. 153–177.
- «Sachquellen» und «Öffentlicher Raum». In: Markus Furrer, Kurt Messmer (Hrsg.): Handbuch Zeitgeschichte im Geschichtsunterricht. Wochenschau, Schwalbach/Ts. 2013, ISBN 978-3-89974-622-8, S. 206–221 und 511–528 sowie S. 222–245 und 529–551.
- mit Karin Fuchs: Die 68er als geschichtsdidaktische Bruchstelle. In: Schweizerische Zeitschrift für Geschichte. 59. Jg., Nr. 1, 2009: Problem Schweizergeschichte? ISSN 0036-7834, S. 78–100 (archiviert in E-Periodica der ETH Zürich; PDF; 14 MB).
- Ausgewählte geschichtsdidaktische Profile. In: Markus Furrer, Kurt Messmer, Bruno H. Weder, Béatrice Ziegler (Hrsg.): Die Schweiz im kurzen 20. Jahrhundert 1914–1989 mit Blick auf die Gegenwart. Pestalozzianum, Zürich 2008, ISBN 978-3-03755-089-2, S. 175–293.
- Die Geschichte der Geschichte. Festansprache zur Gedenkfeier 2006 der Schlacht bei Sempach (PDF; 24 kB).
- Die Entlebucher – der «Ursprung alles Übels». In: 1653er Revue. 350 Jahre schweizerischer Bauernkrieg 1653. Beilage zur Neuen Luzerner Zeitung, 15. März 2003 (PDF; 2,3 MB).
- Geschichte im Unterricht. Eine Arbeitsmethodik anhand ausgewählter praktischer Beispiele. 2. Auflage, Luzern 1982.
- mit Peter Hoppe: Luzerner Patriziat. Sozial- und wirtschaftsgeschichtliche Studien zur Entstehung und Entwicklung im 16. und 17. Jahrhundert. Mit einer Einführung von Hans Conrad Peyer. Dissertation. Universität Zürich 1976. Rex, Luzern/München 1976, ISBN 3-7252-0283-4 (PDF; 37,8 MB).

## Auszeichnungen
- Emmer Kulturpreis 2017 «für langjährige historische Vermittlungsarbeit»[15]
- Kurt Bigler / Bergheimer Preis 2011 für zwei Dokumentationen[16], geschaffen im Rahmen des vom Europarat initiierten «Tages des Gedenkens an den Holocaust und der Verhütung von Verbrechen gegen die Menschlichkeit», 2005 und 2009